# NK Radnik Velika Gorica
NK Radnik je bio nogometni klub iz grada Velike Gorice.

## Povijest
Nogometni klub Radnik osnovan je 1945. godine. Godine 2009. klub se zbog financijskih razloga ujedinio s NK Polet Buševec od kojeg je preuzeo većinu igrača čime je stvoren novi klub HNK Gorica Velika Gorica.

## Uspjesi
Bio je član 1. HNL dvije sezone: 

1992./93. – 13. mjesto 

1993./94. – 18. mjesto

## Stadion
Gradski stadion u Velikoj Gorici izgrađen je za potrebe XIV. ljetne Univerzijade koja se održavala 1987. godine u Zagrebu. 

## Nastupi u završnicama kupa

### Kup maršala Tita
1951.
- pretkolo: NK Radnik – NK Zagreb 2:1
- šesnaestina finala: NK Dinamo Zagreb – NK Radnik 9:0